# Save Our Selves (The Warning)
Save Our Selves (The Warning) is de tweede single van het album The Best In Town van de Welshe band The Blackout. De single werd op 3 augustus 2009 uitgebracht door Epitaph Records op cd-single en als drie download bundels. De single wordt gepromoot door een videoclip, die in dezelfde stijl als haar voorganger Children of the Night doorgaat.

## Tracklist
Cd-single:
- 1. Save Our Selves (The Warning)
- 2. Save Our Selves (The Warning) (Video)

Download Bundel 1:
- 1. Save Our Selves (The Warning)
- 2. Children Of The Night (Live)

Download Bundel 2:
- 1. Save Our Selves (The Warning)
- 2. Shut-the-fuck-uppercut (Live)

Download Bundel 3:
- 1. Save Our Selves (The Warning)
- 2. Said & Done (Live)

## Trivia
- Gerucht gaat dat de oorspronkelijke B-side van de cd-single een cover zou worden van N.E.R.D's Lapdance. Onderhandelingen met Warner Bros. over de release van de cover waren onsuccesvol.